# Pireella pohlii
Pireella pohlii là một loài Rêu trong họ Pterobryaceae. Loài này được (Schwägr.) Cardot miêu tả khoa học đầu tiên năm 1913.